# Convento de San Pablo (Cáceres)

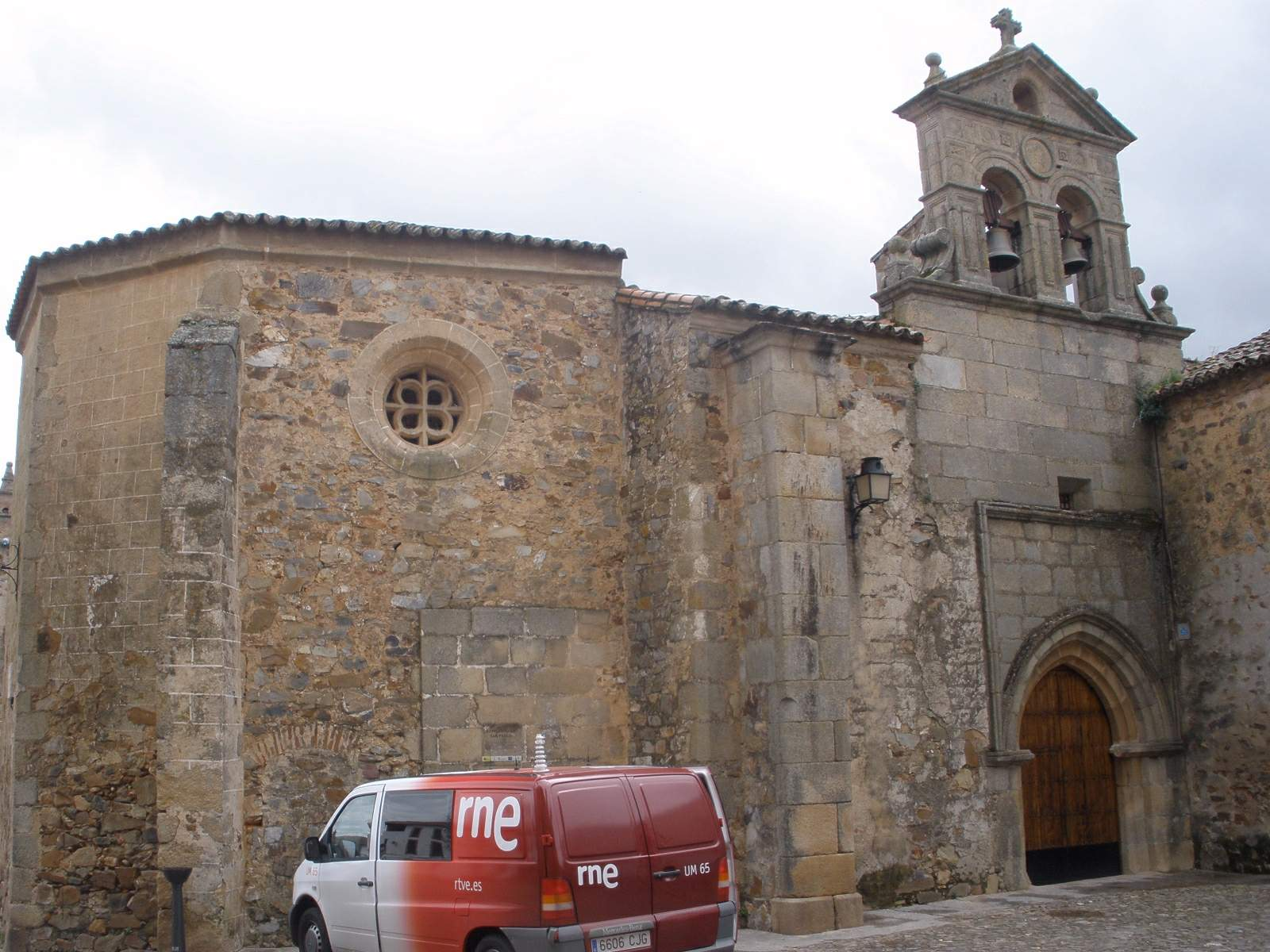
Convento de San Pablo de Cáceres, en la plaza del mismo nombre.

El convento de San Pablo es un convento de la ciudad española de Cáceres, de clausura, de monjas franciscanas, está edificado sobre una antigua ermita.

## Descripción
Su edificación está documentada en el sigloXV, construido con elementos de estilo tardogótico, donde destaca una sencilla portada abocinada de arco ligeramente apuntado.
Interiormente cuenta con un retablo de estilo barroco donde se incluyen algunas imágenes de interés, además de una notable orfebrería. 
Popularmente es muy conocido en la ciudad por sus productos de repostería.